# Géographie de Saint-Marin
Saint-Marin (en italien San Marino) est un pays situé en Europe du Sud. Il est enclavé dans la partie centrale de l'Italie tout au long de ses 39 km de frontières près des Apennins. Avec 60,5 km2, c'est le troisième plus petit État indépendant d'Europe par sa superficie, après le Vatican et Monaco.
Le climat est de type subtropical humide (Cfa dans la Classification de Köppen) avec des hivers frais à doux et des étés chauds et ensoleillés. Entouré de montagnes et avec seulement 17 % de terres arables, Saint-Marin est connu pour l'extraction de pierres. Plusieurs rivières y prennent leur source, comme l'Ausa, le Cando et le Fiumicello, d'autres ne font que traverser le pays : le Marano et la San Marino.

## Subdivisons
Saint-Marin est divisé en 9 castelli ou communes.
- Acquaviva
- Borgo Maggiore
- Chiesanuova
- Domagnano
- Faetano
- Fiorentino
- Montegiardino
- Saint-Marin (ville) (Città di San Marino), capitale
- Serravalle

## Sources
- Saint-Marin sur le CIA World FactBook